# Early Flight
1974 februárjában jelent meg a Jefferson Airplane második válogatásalbuma, az Early Flight. Az albumon korábban ki nem adott, 1965-ben, 1966-ban és 1970-ben felvett dalok kaptak helyet. Az első három dal a Jefferson Airplane Takes Off felvétele idején készült; ezeken az együttes első felállása játszott. A Runnin’ ’Round This World az It’s No Secret kislemez B-oldalán jelent meg 1966-ban. Az első oldal utolsó két dala, valamint a második oldal első dala a Surrealistic Pillow felvétele idején készült, de akkor nem jelentek meg. Az Up or Downt a Bark munkálatainak kezdetén vették fel, mielőtt még Marty Balin kilépett az együttesből. A Mexico és a Have You Seen the Saucers? 1970-ben kislemezen jelent meg, de ez volt az első album, amin akét dal helyet kapott. Az Early Flight 1997-es CD-kiadásán jelent meg az Uncle Sam Blues stúdiófelvétele, amit eredetileg a Volunteers című albumra szántak.

## Az album dalai

### Első oldal
1. High Flyin’ Bird (Billy Edd Wheeler) – 2:30
2. Runnin’ ’Round This World (Marty Balin/Paul Kantner) – 2:21
3. It’s Alright (Paul Kantner/Skip Spence) – 2:15
4. In the Morning (Jorma Kaukonen) – 6:25
5. J.P.P. McStep B. Blues (Skip Spence) – 2:48

### Második oldal
1. Go to Her (Paul Kantner/Irving Estes) – 3:58
2. Up or Down (Peter Kaukonen) – 6:18
3. Mexico (Grace Slick) – 2:05
4. Have You Seen the Saucers? (Paul Kantner) – 3:37

### Bónuszdalok az 1997-es CD-kiadáson
1. Uncle Sam Blues (tradicionális, Jorma Kaukonen feldolgozása) – 5:07

## Közreműködők
- Marty Balin – ének (a Mexico című dalt kivéve az összesben), ritmusgitár (1-4)
- Grace Slick – ének (5, 6, 8, 9), zongora (8, 9)
- Signe Toly Anderson – ének (1-3)
- Paul Kantner – ritmusgitár, ének
- Jorma Kaukonen – szólógitár, ének (4)
- Jack Casady – basszusgitár
- Skip Spence – dob, ütőhangszerek (1-3)
- Spencer Dryden – dob, ütőhangszerek (4-6, 9)
- Joey Covington – dob, ütőhangszerek (7-9)
- Jerry Garcia – gitár (4, 5)
- John P. Hammond – szájharmonika (4)

### Produkció
- Mallory Earl – keverés
- Acy Lehman – borító design, művészeti vezető
- Craig DeCamps – belső borító design
- Pat Ieraci (Maurice) – produkciós koordinátor